# Ik zie de hemel
Ik zie de hemel is een nummer van de Belgische band Clouseau uit 2005. Het is de vierde single van hun veertiende studioalbum Vanbinnen.
Het nummer werd een grote hit in Vlaanderen. Het haalde de 3e positie in de Vlaamse Ultratop 50. In het voorjaar van 2006 haalde het nummer in Nederland de 4e positie in de Tipparade.